# Джаспър (окръг, Мисисипи)
Окръг Джаспър (на английски: Jasper County) е окръг в щата Мисисипи, Съединени американски щати. Площта му е 1753 km², а населението - 18 149 души (2000). Административен център са град Бей Спрингс и населеното място Полдинг.